# 中華足協全國總統盃
中華足協全國總統盃足球錦標賽是台灣在2025年開始舉辦的一項足球賽事。男子組賽事由包含台灣企業甲級足球聯賽、台灣乙級足球聯賽的所有參賽球隊，及其他報名隊伍共計32支俱樂部參加，並同時作為下屆台乙聯賽的資格賽；女子組賽事由包含台灣木蘭足球聯賽的所有參賽球隊，及其他報名隊伍共計10支俱樂部參加，並同時作為下屆木蘭聯賽的資格賽。

## 外部連結
- 中華民國足球協會（页面存档备份，存于）